# Нешков връх
Нешков връх или Нешково бърдо (на сръбски: Нешково брдо, Neškovo brdo), също Бабина глава, е хълм с едноименен връх в Западните покрайнини.
Намира се близо до Цариброд (Димитровград), Сърбия. Висок е няколкостотин метра, има почти отвесни склонове.
Хълмът е място на сражение през Сръбско-българската война, проведено на 12 ноември 1885 г. Днес на върха му се издига обща костница на загиналите сръбски и български воини.